# National Amusements
National Amusements is een Amerikaanse mediaconglomeraat. Naast bioscopen heeft het een controlerend aandelenbelang in het beursgenoteerde Paramount Global. National Amusements is zelf niet beursgenoteerd en is in handen van de Redstone familie.

## Activiteiten
Het is eigenaar van een bioscoopketen, met meer dan 950 bioscopen. Het bioscoopconcern is voornamelijk actief in het noordoosten van de Verenigde Staten, met name in New England en de Midden-Atlantische staten, maar heeft ook bioscoopketens in Europa en Zuid-Amerika. Het concern is een van de voorlopers op het gebied van digitale bioscopen. De biocopen zijn actief onder de merknamen Showcase, Cinema de Lux, Multiplex, SuperLux en UCI.
National Amusements bezit tevens een controlerend aandelenbelang (80%) in twee Amerikaanse mediaconglomeraten, Viacom en CBS Corporation. Het economische belang in deze twee mediabedrijven ligt iets onder de 10%. In augustus 2019 zijn plannen bekendgemaakt om CBS Corporation en Viacom weer samen te voegen. Dertien jaar geleden werden de bedrijven opgesplitst, maar op 4 december 2019 was de fusie een feit. ViacomCBS heeft een gecombineerde jaaromzet van US$ 28 miljard en is een van de grootste mediaconglomeraten van de wereld. In het portfolio van ViacomCBS zitten onder meer filmstudio Paramount Pictures, muziekzender MTV, de Nickelodeon Group en tal van andere tv-zenders, websites, productiehuizen en uitgeverijen.
De familie van Sumner Redstone, hij overleed op 11 augustus 2020, bezit National Amusements. Sumner Redstones vader, Michael Redstone, heeft het bedrijf opgericht in Valley Stream, New York. Het hoofdkantoor van het concern ligt in Dedham, Massachusetts. Na het overlijden van Sumner Redstone is de familie holding, die 80% van het stemrecht van National Amusements in handen heeft, overgegaan naar een trust met zeven trustees. Aan het hoofd van de trust staan Shari en haar zoon Tyler Korff. Shari Redstone heeft de resterende 20% van het stemrecht in National Amusements direct in handen.